# ديفيد سكينر (صحفي)
ديفيد سكينر (بالإنجليزية: David Skinner)‏ هو صحفي أمريكي، ولد في 1973.